# 芹澤勤
芹澤 勤（せりざわ つとむ、1941年（昭和16年）1月22日 - ）は、日本の政治家。元長野県小諸市長（2期）。

## 来歴
静岡県沼津市出身。慶應義塾大学経済学部卒業。
大学卒業後は長野県庁に入庁。県職員を経て2000年から1期4年、小諸市助役を務めた。
2004年、小諸市長選に出馬し初当選。2期8年を務める。
2010年5月20日、自民党本部で開催された自由同和会第25回全国大会に祝電を贈った。
2012年と2016年に小諸市長選に出馬するも落選した。